# Oed (Gemeinde Walchsee)
Oed ist eine Ortschaft der Gemeinde Walchsee in Tirol.
Die Rotte befindet sich südlich des Walchsees und bildet gemeinsam mit der Ortschaft Durchholzen den Südlichen Teil der Gemeinde Walchsee, wobei Oed den östlichen Teil abdeckt und sich östlich des Kammes Rosskaiser bis tief nach Süden zieht. Zur Ortschaft zählen auch die Rotte Amberg und der Weiler Bichl. Mit der touristischen Ausrichtung der Gemeinde profitiert auch Oed durch einen Campingplatz direkt am See.